# حريق مركز سيوداد خواريز للمهاجرين
اندلع حريق في مركز لاحتجاز المهاجرين على حدود الولايات المتحدة في سيوداد خواريز، تشيواوا، المكسيك، في 27 مارس 2023. أسفر الحريق عن مقتل 38 شخصًا وإصابة 28 آخرين بجروح خطيرة. يُزعم أن النيران قد أشعلها السجناء عندما أشعلوا النار في فراشهم احتجاجًا على ظروف احتجازهم والترحيل الوشيك.

## خلفية
يستخدم المعهد الوطني للهجرة في المكسيك (National Migration Institute INM) مرفق معالجة المهاجرين -الاسم الرسمي: محطة سيوداد خواريز المؤقتة (بالإسبانية: Estancia Provincial de Ciudad Juárez )- لإيواء المهاجرين الذين يحاولون عبور الحدود بشكل غير قانوني ويكونون عرضة للترحيل. يقع المرفق في وسط مدينة سيوداد خواريز Ciudad Juárez بالقرب من ريو غراندي Rio Grande وبجوار جسر Stanton-Lerdo. كانت التوترات تتصاعد قبل الحادث بين السلطات والمهاجرين في سيوداد خواريز، حيث كانت الملاجئ مليئة بالأشخاص الذين يحاولون العبور إلى الولايات المتحدة أو يطلبون اللجوء. كان هناك قرابة 70 شخصًا في قسم الرجال بالمبنى عند اندلاع الحريق، قد جرى احتجاز بعضهم بعد ظهر ذلك اليوم نفسه في عمليات اعتقال نفذها المعهد الوطني للهجرة في خواريز بناءً على طلب رئيس البلدية كروز بيريز كوييار استجابةً لتكرار الشكاوى من السكان المحليين وأصحاب الأعمال.

## الحريق
في الساعة 10:00 بتوقيت المنطقة الزمنية الوسطى CST، اندلع حريق في منطقة الرجال في مركز الاحتجاز، وكان بداخله 68 مهاجراً. ووصل عمال الإنقاذ ورجال الإطفاء والمسعفون إلى مكان الحريق، ونُقل 21 من الجرحى على الأقل إلى المستشفيات. ووفقًا لتصريحات أدلى بها الرئيس المكسيكي أندريس مانويل لوبيز أوبرادور في مؤتمر صحفي في صباح اليوم التالي، فقد اندلع الحريق عندما أشعل نزلاء المنشأة النار في الفرشات احتجاجًا على احتمال ترحيلهم الوشيك. وأضاف أن النزلاء الذين أشعلوا النار "لم يتخيلوا قط أن ذلك سيؤدي إلى هذه المحنة الرهيبة".
أظهرت لقطات من كاميرات المراقبة حصلت عليها الصحافة فرار أفراد المعهد الوطني للهجرة من ألسنة اللهب والدخان المنتشرة، بينما كانوا يتركون المعتقلين محبوسين في زنزانتهم، مما أثار "موجة من السخط" في اليوم التالي.

## الضحايا
خلف الحريق 38 قتيلا و28 آخرين مصابين بجروح خطيرة. كان القتلى والجرحى جميعهم محتجزين في المنشأة، وهم من عدة دول في أمريكا الجنوبية والوسطى: واحد من كل من كولومبيا والإكوادور، و12 من السلفادور، و28 من غواتيمالا، و13 من هندوراس، و13 من فنزويلا.

## ما بعد الكارثة
بدأ المدعي العام الاتحادي أليخاندرو غيرتز مانيرو تحقيقًا فيما يتعلق بالحريق، وجرت اعتقالات في 28 مارس. استدعيت اللجنة الوطنية لحقوق الإنسان (CNDH) لمساعدة المهاجرين وفتحت تحقيقاً بحكم عملها في الحادث. وأعلن المعهد الوطني للهجرة أنه سيمنح الناجين المصابين تأشيرات دخول لأسباب إنسانية وأنه سيغطي نفقات علاجهم.

## ردود الفعل
قال سفير الولايات المتحدة في المكسيك، كين سالازار، على تويتر إن الحريق كان "تذكيرًا لحكومات المنطقة بأهمية إصلاح نظام هجرة معطل". انتقد فيليبي غونزاليس موراليس، الرئيس السابق للجنة البلدان الأمريكية لحقوق الإنسان والمقرر الخاص الحالي للأمم المتحدة المعني بحقوق الإنسان للمهاجرين، ممارسة الاعتقالات الجماعية للمهاجرين، قائلاً على تويتر، "الاستخدام المكثف لاحتجاز المهاجرين يؤدي إلى مآسي مثل هذه ". أعرب الأمين العام للأمم المتحدة أنطونيو غوتيريش عن تعازيه ودعا إلى إجراء تحقيق شامل في الحادث وإنشاء مسارات هجرة أكثر أمانًا وتنظيمًا.